# Dabula Anthony Mpako
Dabula Anthony Mpako (ur. 6 września 1959 w Bhisho) – południowoafrykański duchowny katolicki, arcybiskup metropolita Pretorii od 2019.

## Życiorys

### Prezbiterat
Święcenia kapłańskie przyjął 28 czerwca 1986 i został inkardynowany do archidiecezji Pretoria. Pracował głównie jako duszpasterz parafialny, był także m.in. wychowawcą i rektorem części propedeutycznej archidiecezjalnego seminarium oraz rektorem części filozoficznej tejże uczelni.

### Episkopat
23 maja 2011 papież Benedykt XVI mianował go biskupem diecezji Queenstown. Sakry biskupiej udzielił mu 6 sierpnia 2011 metropolita Pretorii - arcybiskup William Slattery.
W latach 2019-2025 był pierwszym wiceprzewodniczącym południowoafrykańskiej Konferencji Episkopatu.
30 kwietnia 2019 papież Franciszek mianował go ordynariuszem archidiecezji Pretorii oraz Ordynariatu Polowego Południowej Afryki. Ingres odbył 22 czerwca 2019.